# سپیدایی باند
سپیدایی باند (انگلیسی: Bond albedo) (که آلبدوی باند، آلبدوی کروی، سپیدایی سیاره‌ای و آلبدوی بولومتری نیز نامیده می‌شود)، از نام ستاره‌شناس آمریکایی جورج فیلیپس باند (۱۸۲۵–۱۸۶۵)، که در ابتدا آن را پیشنهاد کرد، نام‌گذاری شده‌است، کسری از توان در کل تابش‌های الکترومغناطیسی است که در یک اخترشناسی اتفاق می‌افتد. جسمی که دوباره در فضا پراکنده شده‌است.
از آنجایی که سپیدایی باند تمام نور پراکنده شده از یک جسم را در تمام طول‌های موج و تمام زوایای فاز به حساب می‌آورد، کمیت ضروری برای تعیین مقدار انرژی است که بدن جذب می‌کند. این به نوبه خود برای تعیین دمای تعادل یک جسم بسیار مهم است.
از آنجایی که اجسام بیرونی منظومه شمسی همیشه در زوایای فاز بسیار پایین از زمین مشاهده می‌شوند، تنها داده‌های قابل اعتماد برای اندازه‌گیری آلبدو باند آن‌ها از فضاپیما به دست می‌آید.

## مثال‌ها
سپیدایی باند مقداری منحصراً بین صفر و ۱ است، زیرا شامل تمام نورهای پراکندهٔ ممکن است (اما نه تابش از خود بدنه). این برخلاف سایر تعریف‌های آلبدو مانند سپیدایی هندسی است که می‌تواند بالاتر از ۱ باشد. به‌طور کلی، باند سپیدایی ممکن است بزرگتر یا کوچکتر از سپیدایی هندسی باشد، بسته به سطح و ویژگی‌های جوی بدن در بدن مورد گفتگو.